# Longobardi
Longobardi is een gemeente in de Italiaanse provincie Cosenza (regio Calabrië) en telt 2310 inwoners (31-12-2004). De oppervlakte bedraagt 19,5 km², de bevolkingsdichtheid is 123 inwoners per km².

## Demografie
Longobardi telt ongeveer 918 huishoudens. Het aantal inwoners daalde in de periode 1991-2001 met 0,7% volgens cijfers uit de tienjaarlijkse volkstellingen van ISTAT.
| Jaar | Inwoneraantal |
| ---- | ------------- |
| 1991 | 2357          |
| 2001 | 2340          |

## Geografie
Longobardi grenst aan de volgende gemeenten: Belmonte Calabro, Fiumefreddo Bruzio, Mendicino.
Acquaformosa · Acquappesa · Acri · Aiello Calabro · Aieta · Albidona · Alessandria del Carretto · Altilia · Altomonte · Amantea · Amendolara · Aprigliano · Belmonte Calabro · Belsito · Belvedere Marittimo · Bianchi · Bisignano · Bocchigliero · Bonifati · Buonvicino · Calopezzati · Caloveto · Campana · Canna · Cariati · Carolei · Carpanzano · Casali del Manco · Cassano all'Ionio · Castiglione Cosentino · Castrolibero · Castroregio · Castrovillari · Celico · Cellara · Cerchiara di Calabria · Cerisano · Cervicati · Cerzeto · Cetraro · Civita · Cleto · Colosimi · Corigliano-Rossano · Cosenza · Cropalati · Crosia · Diamante · Dipignano · Domanico · Fagnano Castello · Falconara Albanese · Figline Vegliaturo · Firmo · Fiumefreddo Bruzio · Francavilla Marittima · Frascineto · Fuscaldo · Grimaldi · Grisolia · Guardia Piemontese · Lago · Laino Borgo · Laino Castello · Lappano · Lattarico · Longobardi · Longobucco · Lungro · Luzzi · Maierà · Malito · Malvito · Mandatoriccio · Mangone · Marano Marchesato · Marano Principato · Marzi · Mendicino · Mongrassano · Montalto Uffugo · Montegiordano · Morano Calabro · Mormanno · Mottafollone · Nocara · Oriolo · Orsomarso · Paludi · Panettieri · Paola · Papasidero · Parenti · Paterno Calabro · Pedivigliano · Piane Crati · Pietrafitta · Pietrapaola · Plataci · Praia a Mare · Rende · Rocca Imperiale · Roggiano Gravina · Rogliano · Rose · Roseto Capo Spulico · Rota Greca · Rovito · San Basile · San Benedetto Ullano · San Cosmo Albanese · San Demetrio Corone · San Donato di Ninea · San Fili · San Giorgio Albanese · San Giovanni in Fiore · San Lorenzo Bellizzi · San Lorenzo del Vallo · San Lucido · San Marco Argentano · San Martino di Finita · San Nicola Arcella · San Pietro in Amantea · San Pietro in Guarano · San Sosti · San Vincenzo La Costa · Sangineto · Sant'Agata di Esaro · Santa Caterina Albanese · Santa Domenica Talao · Santa Maria del Cedro · Santa Sofia d'Epiro · Santo Stefano di Rogliano · Saracena · Scala Coeli · Scalea · Scigliano · Serra d'Aiello · Spezzano Albanese · Spezzano della Sila · Tarsia · Terranova da Sibari · Terravecchia · Torano Castello · Tortora · Trebisacce · Vaccarizzo Albanese · Verbicaro · Villapiana · Zumpano
1. ↑  https://demo.istat.it/?l=it.